# Турікаси (Моргауський район)
Туріка́си (рос. Турикасы, чув. Турикасси) — присілок у Чувашії Російської Федерації, у складі Великосундирського сільського поселення Моргауського району.
Населення — 106 осіб (2010; 121 в 2002, 136 в 1979; 217 в 1939, 243 в 1926, 227 в 1906, 175 в 1858).

## Історія
Історичні назва — Турикаси (1917–1927). Заснований як околоток села Велике Карачкіно. До 1866 року селяни мали статус державних, займались землеробством, тваринництвом. 1931 року утворено колгосп «Бригадир». До 22 липня 1920 року присілок перебував у складі Малокарачкинської волості Козьмодемьянського, до 6 жовтня 1920 року — Чебоксарського, потім — до складу Ядрінського повіту. 1927 року присілок переданий до складу Татаркасинського району, 1939 року — до складу Сундирського, 1962 року — до складу Ядрінського, 1964 року — до складу Моргауського району.